# Eric Morecambe

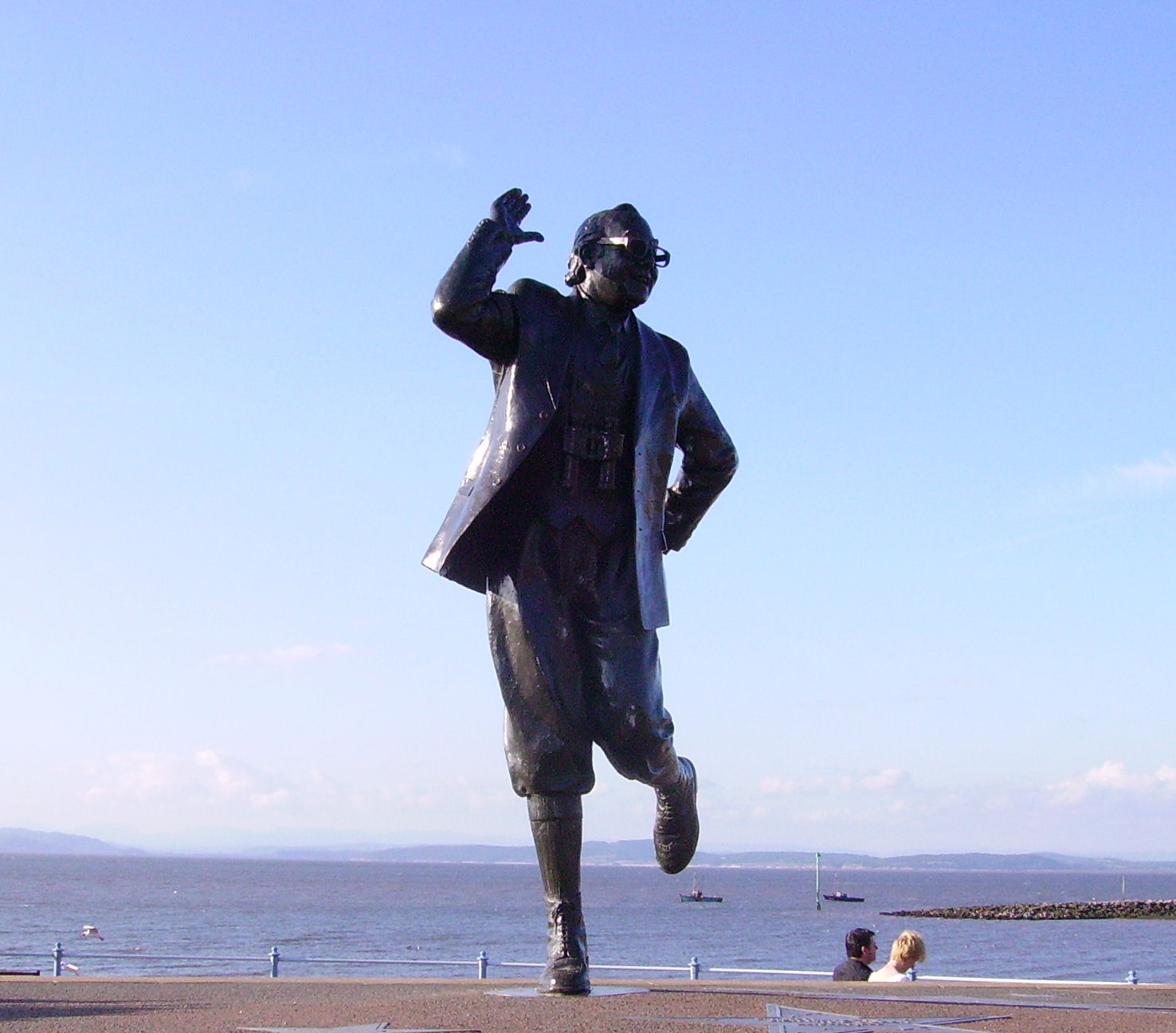
Statue des Komikers Eric Morecambe am Strand von Morecambe

Eric John Bartholomew (* 14. Mai 1926 in Morecambe, Lancashire, England; † 28. Mai 1984), bekannt unter dem Künstlernamen Eric Morecambe, war zusammen mit Ernie Wise Mitglied des englischen Komiker-Duos Morecambe and Wise.

## Leben
Während des Zweiten Weltkrieges musste Morecambe im Rahmen des Bevin Boys-Programmes in der Kohlemine von Accrington arbeiten, wofür ein Teil der Wehrpflichtigen eingesetzt wurde.
Seinen Künstlernamen wählte Bartholomew nach seinem Heimatort, dem Seebad Morecambe in Lancashire. Der Badeort bedankte sich dafür mit einer Statue am Strand, die von Königin Elisabeth II. persönlich eingeweiht wurde.
2002 wurde er auf den 32. Platz in der Liste der „100 Greatest Britons“ (100 bedeutendsten Briten) der BBC gewählt.